# Hypoplectrodes
Genre
Hypoplectrodes est un genre de poissons de la famille des Serranidae.

## Liste des espèces
- Hypoplectrodes annulatus (Günther, 1859)
- Hypoplectrodes cardinalis Allen et Randall, 1990
- Hypoplectrodes huntii (Hector, 1875)
- Hypoplectrodes jamesoni Ogilby, 1908
- Hypoplectrodes maccullochi (Whitley, 1929)
- Hypoplectrodes nigroruber (Cuvier in Cuvier et Valenciennes, 1828)
- Hypoplectrodes semicinctum (Valenciennes in Cuvier et Valenciennes, 1833)
- Hypoplectrodes wilsoni (Allen et Moyer, 1980)